# Werkstatthandbuch
Ein Werkstatthandbuch ist ein Handbuch mit detaillierten und umfangreichen Informationen zur Reparatur und Wartung eines Kraftfahrzeuges, einer Maschine oder eines Gerätes. Es wird direkt vom jeweiligen Hersteller herausgegeben. Die jeweiligen Reparaturschritte sind exakt beschrieben und oftmals mit zahlreichen Grafiken und Explosionszeichnungen bebildert. Enthalten sind technische Daten, Abmessungen, Spezialwerkzeuge, Füllmengenangaben und Sicherheitshinweise. Offizielle Werkstatthandbücher der Hersteller sind urheberrechtlich geschützt und meist nur noch in elektronischer Form den Vertragswerkstätten vorbehalten oder werden online von speziellen Verlagen angeboten. Oft kümmern sich Markenclubs oder auch engagierte Einzelpersonen um Nachdrucke oder Digitalisate, wenn der Hersteller nicht mehr existiert. Historische Werkstatthandbücher sind daher über den eigentlichen Verwendungszweck hinaus auch wertvolle Quellen für Daten über nicht mehr hergestellte Fahrzeuge und Geräte.
Ein Reparaturleitfaden ist qualitativ und inhaltlich identisch mit einem Werkstatthandbuch und bietet neben der Reparatur eine Hilfe zur  Restaurierung. Aufgrund des Umfanges werden Reparaturleitfaden in mehrere Baugruppen wie beispielhaft Motor, Getriebe, Karosserie, Elektrik und Fahrwerk unterteilt.
Eine Reparaturanleitung ist weniger umfangreich als ein Werkstatthandbuch und ermöglicht dem Laien einfachere Arbeiten selber durchzuführen. Arbeiten wie die vollständige Zerlegung eines Motors oder eines Getriebes sind mit Reparaturanleitungen nicht möglich, da die Detailtiefe nicht ausreichend ist und Angaben zu Spezialwerkzeugen fehlen. Zu den wichtigsten deutschsprachigen Verlagen für Reparaturanleitungen zählen die „Jetzt helfe ich mir selbst“-Anleitungen des Motorbuchverlags und die „So wird`s gemacht“-Reparaturanleitungen von Delius Klasing. Bekannte englischsprachige Reparaturanleitungen sind Clymer Repair Manual und Haynes Manual. Militärische Stellen oder andere Behörden geben eigene Reparaturanleitungen heraus.